# Mercedes Bresso
Mercedes Bresso (Sanremo, 12 luglio 1944) è un'economista e politica italiana, presidente della Regione Piemonte dal 27 aprile 2005 al 9 aprile 2010.

## Biografia
Nasce a Sanremo, dove la madre era sfollata durante la seconda guerra mondiale; trascorre l'infanzia a Torino, città in cui la famiglia era ritornata al termine del conflitto, abitando in corso principe Oddone; ha una sorella, Paola Bresso, docente universitaria. Vive a Torino, città natale di suo padre.

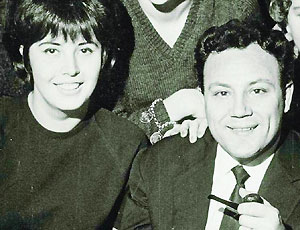
Mercedes Bresso con il cantante Claudio Villa nel 1962

In gioventù, nel 1959, ha fondato il primo fan club torinese dedicato a Claudio Villa, di cui era un'ammiratrice; successivamente ha conosciuto Villa, negli studi torinesi della sua casa discografica, la Fonit Cetra, ed ha avuto l'occasione per scrivere insieme alla sorella il testo di Furibondo twist (su musica di Matteo Treppiedi), canzone incisa dal cantante nel 1962 sul 45 giri Enamorada/Furibondo twist (Fonit Cetra, SP 1118).
Dopo aver conseguito nel 1969 la laurea in economia e commercio, nel 1973 diventa docente universitaria di Istituzioni di economia presso la facoltà di Ingegneria del Politecnico di Torino. Esperta di economia dell'ambiente, ha insegnato questa disciplina in numerose Università e corsi in Italia e all'estero. Il proprio lavoro di ricerca l'ha portata ad essere considerata come una delle studiose di economia ecologica. Ha partecipato attivamente a comitati scientifici di istituzioni ambientali. È stata membro della delegazione italiana alla conferenza Mondiale su Ambiente e sviluppo svoltasi a Rio de Janeiro..

### Vita privata
È sposata in seconde nozze con Claude Raffestin, geografo ed esperto di Ecologia umana e Scienze del paesaggio.

## Carriera politica
Inizia ad occuparsi di politica militando nella Federazione Giovanile Repubblicana, l'organizzazione giovanile del Partito Repubblicano Italiano, aderendo in seguito al Partito Radicale di Marco Pannella, con cui alle elezioni politiche del 1976 viene candidata alla Camera dei deputati, tra le sue liste come capolista nella circoscrizione Mantova-Cremona, ottenendo 214 preferenze senza però essere eletta.
Alle elezioni regionali in Piemonte del 1985 si candida tra le liste del Partito Comunista Italiano (PCI), pur come indipendente, risultando eletta nel collegio di Torino in consiglio regionale del Piemonte. Alle regionali piemontesi del 1990 viene confermata consigliera regionale del Piemonte.
Nel 1991, con la trasformazione del PCI in Partito Democratico della Sinistra (PDS), aderisce a tale formazione e ha successivamente assunto incarichi nelle direzioni provinciale, regionale e nazionale dei Democratici di Sinistra.
Nel 1994 viene nominata assessore con deleghe alla pianificazione territoriale e ai parchi nella giunta regionale del Piemonte presieduta da Gian Paolo Brizio.
Dal 1995 al 2004 è stata presidente della Provincia di Torino.

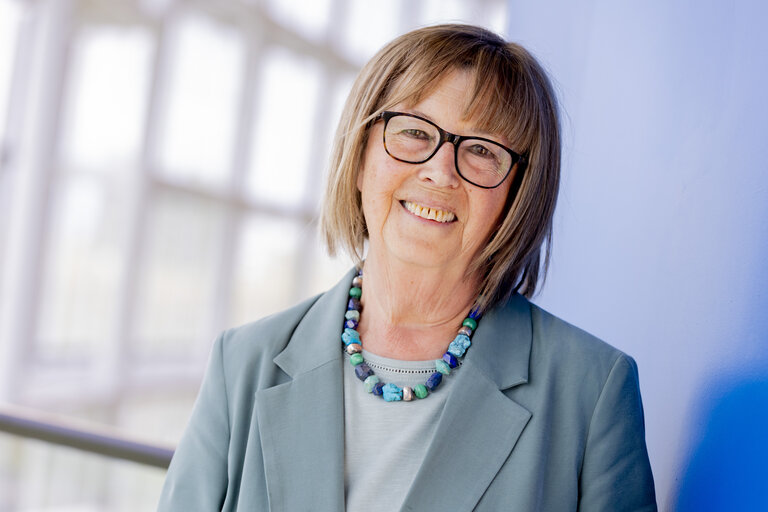
Mercedes Bresso nel 2023

Alle elezioni europee del 2004 si candida al Parlamento europeo, per la lista elettorale Uniti nell'Ulivo nella circoscrizione Italia nord-occidentale, risultando eletta europarlamentare con 112.630 preferenze, ruolo che ha lasciato nella primavera del 2005 per diventare presidente della Regione Piemonte guidando la coalizione dell'Unione di centro-sinistra, con delega alle politiche istituzionali, relazioni internazionali, coordinamento delle politiche comunitarie, cooperazione internazionale e politiche per la pace, comunicazione, coordinamento ed indirizzo degli enti strumentali, delle agenzie e delle società partecipate.

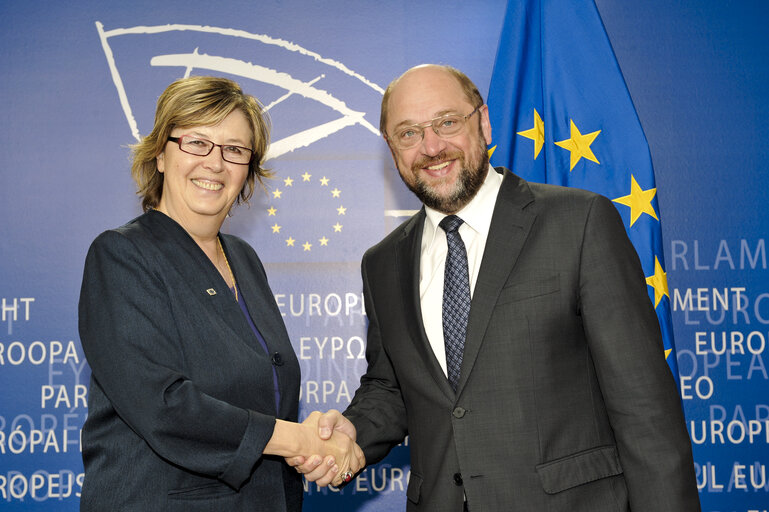
Mercedes Bresso con Martin Schulz nel 2012

Nel febbraio 2010 è stata eletta presidente del Comitato delle regioni dell'Unione Europea, il Parlamentino dei poteri locali europei, carica che mantenne fino al 2012:primo politico italiano a ricoprire la carica e la prima donna in assoluto.
Si è ricandidata al medesimo ruolo nelle elezioni regionali del 28 e 29 marzo 2010, uscendo sconfitta con uno scarto di 9372 voti (0,42%). La Bresso ha conquistato una larga maggioranza nella città di Torino, dove ha conseguito il 55,30% dei suffragi, contro il 39,51% di Roberto Cota, perdendo invece in tutte le altre province piemontesi con distacchi significativi a favore dell'avversario e che hanno di conseguenza rovesciato il risultato dell'area torinese.
La Bresso attua dunque un ricorso, perché tre liste del centro-destra presenterebbero delle irregolarità. Tra le quali, la lista "pensionati per Cota", che ha eletto il consigliere regionale Michele Giovine, sarebbe stata presentata con delle firme false.
Il 19 ottobre il Consiglio di Stato ha poi confermato l'elezione di Roberto Cota, sospendendo il riconteggio dei voti.

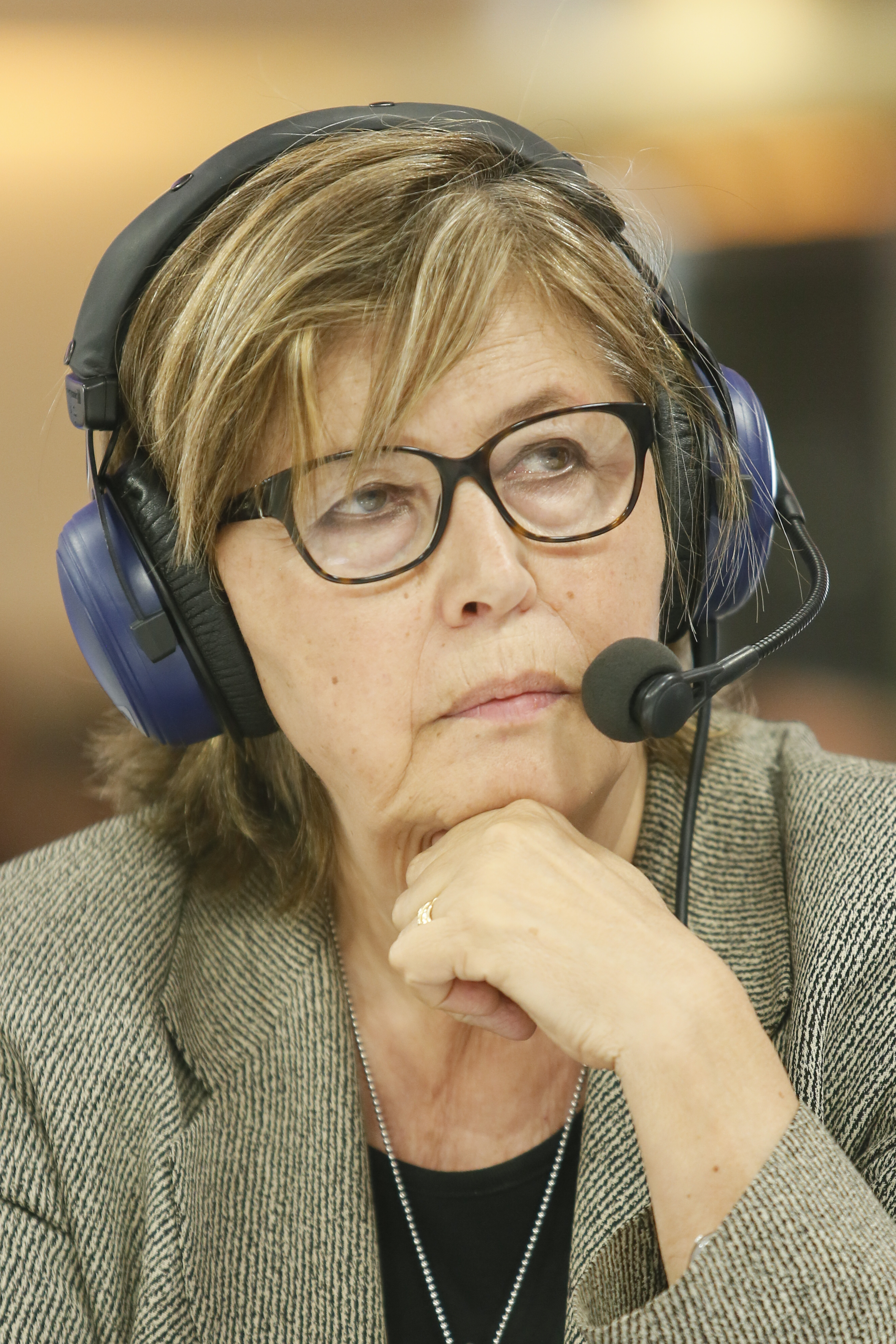
Mercedes Bresso durante un dibattito sulla Brexit

Nel 2014 si candida alle Elezioni europee con il PD nella circoscrizione del Nord-Ovest. Con 100.760 preferenze è la terza più votata del Pd nella Circoscrizione Nord-Ovest e viene rieletta.
Presso il Parlamento europeo siede tra i banchi del Gruppo dell'Alleanza Progressista di Socialisti e Democratici al Parlamento Europeo; è membro della Commissione REGI (Commissione per lo sviluppo regionale); Commissione AFCO (Commissione per gli Affari Costituzionali), Delegazione DEEA (Delegazione per le relazioni con la Svizzera e la Norvegia, alla commissione parlamentare mista UE-Islanda e alla commissione parlamentare mista dello Spazio economico europeo). Inoltre è sostituta per la Commissione EMPL (Commissione per l'occupazione e gli affari sociali) e della Delegazione D-UA (Delegazione alla commissione di cooperazione parlamentare UE-Ucraina).
Alle elezioni europee del 2019 si ricandida all'Europarlamento, tra le liste del Partito Democratico - Siamo Europei nella circoscrizione Italia nord-occidentale, senza però essere eletta. Tuttavia il 6 aprile 2023 torna al Parlamento europeo a seguito delle dimissioni di Pierfrancesco Majorino, eletto consigliere regionale della Lombardia, in quanto prima dei non eletti.

## Vicende giudiziarie
Nel marzo 2013 Bresso e la sua giunta regionale sono indagati per l'affidamento dei lavori della nuova sede della Regione Piemonte, il grattacielo progettato dall'architetto Massimiliano Fuksas in fase di costruzione nell'area ex Avio. La sua posizione viene archiviata.
Nel novembre 2013 viene indagata per truffa e rimborso illecito ai partiti, ma la Procura archivia il caso.

## Pubblicazioni
- Il bilancio e le politiche strutturali della CEE, con altri autori, Firenze, Le Monnier, 1979;
- Pensiero economico e ambiente, Torino, Loescher, 1982;
- Valutazione Ambientale e processi di decisione, con G Gamba e A. Zeppetella, Roma, 1992;
- Ambiente e attività produttive, Milano, Franco Angeli, 1992;
- Per un'economia ecologica, Roma, NIS, 1993;
- Economia ecologica, Jaca Book, 1997. ISBN 88-16-43102-4

### Romanzi
- Il profilo del tartufo, Rizzoli, 2009;
- Il lato in ombra del lago, Pintore Edizioni, 2011
- Missione Last Flower, Pintore Edizioni 2012
- Anno luce zero - Ritorno sulla terra, Morellini Editore 2019

### Racconti
- Notti di nebbie a Stresa in Delitti d'acqua dolce, Lampi di stampa 2012
- La memoria dell'ippocastano" in Delitti di lago, Morellini Editore 2015
- Connessioni pericolose" in Nuovi Delitti di lago, Morellini Editore 2016
- La casa dalle luci accese" in Delitti di lago vol 3, Morellini Editore 2017
- Cambiamento climatico" in Delitti di lago 4, Morellini Editore 2020
- Nel buio del lockdown in Delitti di lago 5, Morellini Editore 2021
- Indagine a distanza ai tempi del lockdown in Delitti di lago 6, Morellini Editore 2022
- La casa nel bosco in Delitti di lago 7, Morellini Editore, 2023